# Pandan Lanjang
Pandan Lanjang is een bestuurslaag in het regentschap Bangkalan van de provincie Oost-Java, Indonesië. Pandan Lanjang telt 985 inwoners (volkstelling 2010).